# نیترید وانادیم
نیترید وانادیم (به انگلیسی: Vanadium nitride) با فرمول شیمیایی VN یک ترکیب شیمیایی است؛ که جرم مولی آن ۶۴٫۹۴۸۲ g/mol می‌باشد. شکل ظاهری این ترکیب، جامد بی‌رنگ است.